# Галина (Мериленд)
Галина (енгл. Galena) град је у америчкој савезној држави Мериленд.

## Демографија
По попису из 2010. године број становника је 612, што је 184 (43,0%) становника више него 2000. године.
| Група             | 2000.       | 2010.       |
| Белци             | 407 (95,1%) | 550 (89,9%) |
| Афроамериканци    | 15 (3,5%)   | 14 (2,3%)   |
| Азијати           | 0 (0,0%)    | 2 (0,3%)    |
| Хиспаноамериканци | 3 (0,7%)    | 37 (6,0%)   |
| Укупно            | 428         | 612         |